# Oscar Sala
Oscar Sala (Milão, 26 de março de 1922 — São Paulo, 2 de janeiro de 2010) foi um físico nuclear ítalo-brasileiro. Foi professor emérito do Instituto de Física da Universidade de São Paulo.

## Biografia
Oscar Sala nasceu em Milão em 1922, e era irmão do também físico e professor Oswaldo Sala. Sala graduou-se em física em 1943 na então recentemente criada Universidade de São Paulo. O Departamento de Física da Faculdade de Filosofia Ciências e Letras fora iniciado com dois cientistas: Gleb Wataghin e Giuseppe Occhialini, o qual se especializou no estudo da radiação cósmica. Sala foi contemporâneo de uma geração de jovens físicos brasileiros, como por exemplo César Lattes, José Leite Lopes, Mário Schenberg, Roberto Salmeron, Marcelo Damy de Souza Santos, Jayme Tiomno e Mario Alves Guimarães. Ainda como estudante, Oscar Sala começou seu trabalho de pesquisa com este grupo. Em 1945, Sala publicou com Wataghin um artigo fundamental sobre penetração de partículas nucleares: Showers of penetrating particles.
Logo após sua graduação, foi contratado como professor assistente na cadeira de Física Geral e Experimental, liderada por Marcelo Damy. Passou sua carreira inteira como cientista e professor na mesma instituição, a qual mais tarde se tornaria o Instituto de Física da USP. Neste novo instituto, Sala tornou-se chefe do Departamento de Física Nuclear (1970-1979 e 1983-1987).
Em 1946, Oscar Sala recebeu uma bolsa de estudos da Fundação Rockefeller e foi estudar nos Estados Unidos, primeiramente na Universidade de Illinois e depois, em 1948, na Universidade de Wisconsin, onde participou no desenvolvimento de aceleradores eletrostáticos usados no estudo de física nuclear, o primeiro equipamento a usar pulsos de raios para o estudo de reações nucleares com nêutrons rápidos. Após seu retorno ao Brasil, Sala foi responsável por instalar e coordenar pesquisas baseadas em grandes geradores eletrostáticos de Van de Graaff. Mais tarde, ajudou na construção de um pelletron (Acelerador eletrostático de partículas) na USP, o primeiro na América Latina.
Oscar Sala foi membro da diretoria da Academia Brasileira de Ciências entre 1981 e 1993, tendo assumido o cargo de presidente no último triênio. Foi também um dos fundadores e o primeiro presidente da Sociedade Brasileira de Física.
Foi também presidente da Sociedade Brasileira para o Progresso da Ciência (SBPC) por três mandatos consecutivos, de 1973 a 1979, período que coincidiu com a difícil distensão do regime militar e no qual a SBPC teve papel de destaque. Recebeu da SBPC o título de presidente de honra.
Também foi diretor científico da Fundação de Amparo à Pesquisa do Estado de São Paulo (Fapesp) entre 1969 e 1975 e presidente da Fundação de 1985 a 1995.

## Sala e a Internet
Em 1988, Sala criou o projeto Rede ANSP (An Academic Network In São Paulo) como um projeto especial para atender à solicitação de interconexão das redes das três Universidades estaduais paulistas e do Instituto de Pesquisas Tecnológicas à Fapesp. Essa, por sua vez, se conectava ao Fermilab, utilizando a BITNET e DECnet, antecessoras da Internet. A partir de 1991, o projeto passou a adotar o protocolo TCP/IP, tornando a Rede ANSP o único ponto de conexão acadêmica ou comercial à Internet entre 1992 e 1994.
| “ | Visualizei a importância da comunicação que os cientistas teriam através daquele computador, a evolução que a ciência poderia ter, a rapidez com que as informações de outros países chegariam ao Brasil, e aí eu quis contribuir (...) A FAPESP foi muito importante nesse desenvolvimento. Ela aceitou a idéia em um sistema moderno e avançado, que se comunicava com todos. No início acharam que era uma bobagem a minha idéia, mas aí eu fui lá e fiz a bobagem. | ” |

Em 2023 foi agraciado postumamente com o prêmio Destaques em Governança da Internet, outorgado pelo Comitê Gestor da Internet no Brasil.